# Скалка
Ска́лка — предмет кухонной утвари, предназначенный в основном для раскатки теста. Бывает цилиндрической или веретенообразной формы.

## История
История возникновения скалки происходит достаточно давно. Славяне пользовались каменными скалками около 3000 лет назад. В других частях света для раскатывания теста использовали цилиндры из глины и дерева. В конце XIX века человек по имени Джон Рид изобрел стандартную современную скалку с деревянным цилиндром в центре и ручками с обеих сторон. Основным назначением скалки является раскатка теста перед готовкой.

## Конструкция
Как правило, материалом для изготовления скалки является древесина, иногда встречаются металлические, стеклянные или каменные скалки. Обычно скалка имеет две или реже одну ручку. Существуют скалки нестандартной конструкции: например, пластиковая полая скалка, в которую перед использованием заливают тёплую воду.

## Скалка для разглаживания тканей
Приспособления для разглаживания одежды были изобретены очень давно. В IV веке до н. э. в Древней Греции применялись способы плиссировки одежды из полотна с помощью горячего металлического прута, напоминавшего скалку.
В России на скалку (каток, каталка) наматывали ткань и разглаживали её рубелем.

## В популярной культуре
Скалка в популярной культуре — предмет, играющий роль холодного оружия в руках эмоционально взвинченной домохозяйки, особенно при семейных конфликтах. Известны реальные случаи, когда жена избивала мужа (скажем, за измену, пьянство) именно данным предметом; в результате появилось изречение «если в руках у женщины скалка, ещё не факт, что будут пирожки».

## Галерея
- Двуручная
- Двуручная вращающаяся (западноевропейская)[3]
- Одноручная